# Draba yunnanensis
Espèce
Classification phylogénétique
Draba yunnanensis, parfois appelée drave du Yunnan, est une espèce végétale de la famille des Brassicaceae (crucifères).
C'est une plante herbacée des régions montagneuses du Yunnan en Chine. Elle mesure de 5 à 10 cm de hauteur et se rencontre sur les parois rocheuses.